# Robert Simon Braunschweig
Robert Simon Braunschweig (* 25. August 1914 in Zürich; † 20. Juni 2001 in Bern) war ein Schweizer Ingenieur und Automobil-Enthusiast.

## Leben
Nach Braunschweigs Ausbildung zum Maschineningenieur an der ETH Zürich wurde er 1943 technischer Redaktor der Automobil Revue (Hallwag-Verlag Bern) und war dort von 1952 bis 1980 Chefredaktor. Er war von 1948 bis 1984 Vorstandsmitglied der Jüdischen Gemeinde Bern und war Gründungsmitglied der B’nei B’rith-Loge Albert Einstein Bern, die 1962 gegründet wurde. Von 1964 bis 1967 war er Mitglied des kantonalen Grossen Rates für die Partei «Junges Bern». In den Jahren von 1964 bis 1978 war er Präsident der Fachgruppe «Weiterausbildung der Motorfahrzeuglenker» der Schweizerischen Konferenz für Verkehrssicherheit (SKS). Braunschweig war Präsident des Schweizerischen Israelitischen Gemeindebundes (SIG) und der Vereinigung Schweizerischer Automobil-Importeure (VSAI), beides von 1980 bis 1988. Von 1962 bis 1988 war er zusätzlich Mitglied des Stiftungsrates des Genfer Automobil-Salons.
Braunschweig war seit 1943 verheiratet und hatte zwei Kinder. Er starb 2001 in Bern. Sein Nachlass befindet sich im Archiv für Zeitgeschichte der ETH Zürich. Der Bestand enthält persönliche Unterlagen sowie weitere Materialien zur politischen, beruflichen und militärischen Tätigkeit sowie zur Präsidentschaft im SIG. Ausserdem finden sich darin diverse von Braunschweig angefertigte Illustrationen von Autos.

### Militär
Braunschweig wurde 1938 Motorfahrerleutnant. 1942 startete er Versuche mit Ersatztreibstoffen für die Abteilung der Heeresmotorisierung. 1965 wurde er zum Oberst und somit zum Chef der Transportsektion im Armeestab. Von 1957 bis 1980 war er Mitglied der Kommission für militärische Motorisierungsfragen.